# Stefano Lilipaly
Stefano Lilipaly (n. 10 ianuarie 1990, Amsterdam, Țările de Jos) este un fotbalist indonezian.
Între 2013 și 2019, Lilipaly a jucat 23 de meciuri și a marcat 3 goluri pentru echipa națională a Indoneziei.

## Statistici
| Indonezia | Indonezia | Indonezia |
| An        | Meciuri   | Goluri    |
| --------- | --------- | --------- |
| 2013      | 1         | 0         |
| 2014      | 0         | 0         |
| 2015      | 0         | 0         |
| 2016      | 8         | 2         |
| 2017      | 2         | 0         |
| 2018      | 7         | 1         |
| 2019      | 5         | 0         |
| Total     | 23        | 3         |